# Knights of Honor
Knights of Honor ist ein Echtzeit-Strategiespiel für Windows aus dem Jahr 2004. Entwickelt wurde das Spiel von Black Sea Studios, vertrieben wird es von Sunflowers. Mit Knights of Honor 2: Sovereign existiert ein von THQ Nordic veröffentlichter Nachfolger.

## Spielinhalt
Das Spiel findet im Mittelalter statt, die primäre Aufgabe besteht darin, das mittelalterliche Europa Provinz für Provinz zu erobern. Alternativ kann man sich auch (ähnlich wie in Master of Orion) von einem Rat der mächtigsten Staaten zum „wahren Herrscher von Europa“ wählen lassen, um das Spiel zu gewinnen.
Die Europakarte ist in 168 Provinzen unterteilt und diese haben je nach Lage verschiedene Landschaftsformationen (Wüste, Ebene, Gebirge oder Wälder). Das Hauptobjekt in den Provinzen ist jeweils die befestigte Stadt, die zur Eroberung einer Provinz belagert und besetzt werden muss. Ferner gibt es Bauernhöfe, Dörfer und Klöster sowie – bei Küstenprovinzen – Häfen, welche Rohstoffe produzieren; diese können im Kriegsfall von den Angreifern gebrandschatzt und geplündert werden, wodurch die entsprechenden Rohstoffe an die plündernde Fraktion wandern und das jeweilige Objekt für einige Zeit niedergebrannt ist.
Im Spiel verwendete Rohstoffe sind Geld, Bücher und Frommheit auf globaler sowie Nahrung, Werkzeuge und Arbeiter auf lokaler Ebene. Die Rohstoffe werden unterschiedlich benötigt und produziert, zum Beispiel benötigt der Spieler für den Bau von Gebäuden in den Provinzen Geld, Arbeiter und Werkzeuge, für die Erschaffung von Einheiten dagegen Dorfbewohner, Nahrung und Gold. Die globalen Rohstoffe Frommheit und Bücher dienen meist innenpolitischen Maßnahmen wie religiösen Bekehrungen oder der Eingliederung von Bewohnern eroberter Provinzen.
Auf der Karte gibt es außerdem acht weitere Rohstoffe (Fischgründe, Weideland, Ackerland, Wildgründe, Silbererz, Salzsole, Marmorgestein, Mineralgestein), die in den Provinzen zur Produktion von Gütern (z. B. Wolle, Wein, Honig) benötigt werden. Die Verfügbarkeit dieser Güter in einem Staat ermöglicht verschiedene Errungenschaften (z. B. Dreifelderwirtschaft, Geheimbund etc.), welche Auswirkungen auf die Produktion von spielrelevanten Ressourcen haben oder Boni für verschiedene Spielaspekte wie Bevölkerungswachstum, Handel oder die Zufriedenheit in den Provinzen liefern.
Ein weiterer wichtiger Punkt sind die Ritter. Diese bilden den Aktivposten des Spielers und haben individuelle Fähigkeiten. Sie sind als Marschälle (Heerführer), Kaufleute, Kleriker, Spione sowie Bau- und Grundherren einsetzbar und bieten dem Spieler weitere Möglichkeiten, die Provinzen zu verwalten, Handel zu treiben oder aktive Außenpolitik zu betreiben (Kriege und Spionage). Als Marschälle eingesetzte Ritter gewinnen außerdem im Kampf Erfahrung, über die sie besondere Fähigkeiten für weitere Kämpfe erhalten. Als Spione eingesetzte Ritter werden von anderen Reichen als Ritter an deren Hof berufen und können dann unter der Kontrolle des Spielers negative Geschehnisse in die Wege leiten; so kann ein Spion als Marschall z. B. eine Armeerevolte anzetteln oder ein Spion, der von einem anderen Königreich als Spion an den Hof berufen wurde, Mitglieder der Herrscherfamilie ermorden.
Außenpolitische Maßnahmen umfassen Bündnisse und Abkommen mit anderen Staaten sowie Friedensverhandlungen. Weiter muss sich der Spieler um dynastische Belange kümmern. Das jeweilige Staatsoberhaupt kann heiraten und Nachkommen zeugen, die nach dem durch Alter oder Schlachtentod bedingten Ableben auf den Thron folgen oder dazu dienen, sich in andere Reiche einzuheiraten. Im letzteren Fall bestehen im Todesfall auch Erbansprüche auf Provinzen, deren Zustimmung oder Ablehnung die Beziehungen zwischen Staaten stärken oder ruinieren kann. Außerdem kann eine computergesteuerte Fraktion ihn auffordern, eine andere Fraktion anzugreifen oder wenigstens die Verträge mit ihr zu brechen. Wenn der Spieler ablehnt, kann es sein, dass die KI ein Gegenangebot macht (z. B. Goldzahlung, Abtretung einer Provinz oder Kriegserklärung an ein anderes Land).
Auch Religion spielt eine Rolle. Die möglichen Religionen des Spiels sind Katholizismus, Orthodoxes Christentum, Islam und Heidentum. Alle Religionen weisen kleine Unterschiede auf, das orthodoxe Christentum ist beispielsweise dem Patriarchen von Konstantinopel untergeordnet, während römisch-katholische Staaten nur locker an das Papsttum gebunden sind. Der Papst kann außerdem Kreuzzüge ausrufen und katholische Staaten exkommunizieren. Nach dem Tod des Papstes ist es möglich, dass einer der Kleriker des Spielers zum neuen Papst gewählt wird und damit die Amtshandlungen des Papstes unter die Kontrolle des Spielers fallen (sofern dieser dem Katholizismus angehört). Als Ausgleich können muslimische Staaten zum Dschihad aufrufen, wodurch feindliche Armeen in den Provinzen durch von den Moscheen und Dörfern ausgehenden Bauernheeren angegriffen werden. Orthodoxe Reiche können, wenn sie nicht im Besitz von Konstantinopel sind, ihre Kirche für unabhängig erklären. Dafür brauchen sie einen Fünf-Sterne-Kleriker, der dann zum Patriarchen der unabhängigen orthodoxen Kirche wird. Anders als beim Papst führt der Patriarch dieselben Befehle aus wie ein Kleriker. Wird der Patriarch bei Bekehrungen getötet oder ins Exil geschickt, muss ein anderer Fünf-Sterne-Kleriker verfügbar sein. Ist dies nicht der Fall, wird die Kirche sofort wieder von Konstantinopel abhängig.

### Einzelspieler
Im Einzelspieler-Modus gibt es zwei verschiedene Spielarten: „Europa erobern“ und „Schlachten“.
Europa kann man in drei verschiedenen Epochen erobern: im Frühen, im Hohen und im Späten Mittelalter. Je nach Epoche kann der Spieler einen der auf der Karte vertretenen Staaten spielen, so zum Beispiel Byzanz oder die Osmanen. Eine Ausnahme davon bildet lediglich der Vatikan, der erst nach einem Cheat spielbar ist. Der Spieler kann einerseits durch das Erlangen sämtlicher Errungenschaften oder die Wahl zum „wahren Herrscher Europas“ gewinnen (dies wird als „kleiner Sieg“ bezeichnet), andererseits durch die Eroberung sämtlicher Provinzen („großer Sieg“).
Im Spielmodus „Schlachten“ können historische Schlachten nachgespielt oder Gefechte auf unterschiedlichem Terrain durchgeführt werden. Hierbei wird zudem zwischen offenen Feldschlachten und Belagerungen (sowohl als Angreifer als auch als Verteidiger) unterschieden. Die dabei benutzten Armeen sind gleich stark, aber zufällig aus allen Divisionen, die man im Spiel anwerben kann, zusammengesetzt.
Der Spielmodus Europa erobern bietet ein relativ simples Politiksystem, wobei man mit einer anderen Fraktion auf einem der fünf folgenden Levels sein kann:
- Krieg: Sobald sich zwei Generäle der Kontrahenten begegnen, kommt es zur Schlacht; man kann die Städte des Feindes belagern und umgekehrt; wenn eine feindliche Armee eine eigene Provinz betritt, wird eine Warnung angezeigt
- Frieden: Keine besonderen Effekte; Normalstatus
- Handelsabkommen: Man kann einem eigenen Händler befehlen, Handel mit diesem Reich zu treiben, um Spezialressourcen oder Gold für das eigene Reich zu erhalten. Je mächtiger der Handelspartner ist, desto mehr Gold wird der Händler für den Spieler einbringen. Zwar kann die KI ebenfalls Händler ins eigene Reich schicken, doch dies wird selbstverständlich kein Gold kosten (und umgekehrt auch nicht).
- Nichtangriffspakt: Enthält stets ein Handelsabkommen; Macht es sehr viel unwahrscheinlicher, von dieser Nation den Krieg erklärt zu bekommen. Sollte man einen Nichtangriffspakt brechen, leidet der Einfluss im eigenen Reich (man erhält weniger Steuern und die Bürger sind unzufriedener, was das Aufstandrisiko erhöht).
- Bündnispakt: Enthält stets Nichtangriffspakt und Handelsabkommen; Man kann von seinen Verbündeten zu den Waffen gerufen werden (wenn man ablehnt, bricht der Bündnispakt und der Einfluss im eigenen Reich leidet); man kann seine Verbündeten zu den Waffen rufen (Sie könnten ablehnen, ist aber unwahrscheinlich). Achtung: Ein Bündnispakt ist nicht zu verwechseln mit einer Allianz, man kann mit zwei miteinander Krieg führenden Parteien verbündet sein. Wenn man von einer zu den Waffen gerufen wird, wird man unabhängig von der Entscheidung einen der Bündnispartner verlieren und der Einfluss im eigenen Reich wird sinken.

Im Spielmodus Europa erobern kann man, wenn eine eigene Armee eine feindliche Stadt belagert, eine feindliche Armee eine eigene Stadt belagert oder sich eine feindliche und eine eigene Armee treffen, die Schlacht entweder simulieren oder selbst spielen. Wenn man sich entscheidet, die Schlacht selbst zu spielen, wird man in den Modus Schlachten versetzt, mit dem Unterschied, dass hier die Armeen nicht zufällig generiert sind, sondern den Divisionen entsprechen, welche die Generäle mit sich führen. Bei Stadtangriff/-verteidigung kommen die jeweiligen Verteidigungsanlagen (zum Beispiel Stadtmauern) hinzu, die in der Stadt gebaut wurden.

### Mehrspieler
Knights of Honor kann sowohl über LAN als auch über das Internet gespielt werden. Die Spielart „Europa erobern“ steht hierbei allerdings nicht zur Verfügung. Bis zu 6 Spieler können im Multiplayermodus Schlachten austragen.

## Rezeption
Knights of Honor besäße zwar einen motivierenden Strategiemodus, der durch Feldzüge, Diplomatie, Spionage und der Verwaltung des Reichs zahlreiche Möglichkeiten böte. Mit der Total War Spielereihe, die ähnlich konzipiert sei, sei es jedoch nicht vollends auf Augenhöhe. Die Schlachten seien langweilig, der Mehrspieler lieblos, die Bedienung umständlich. Die Völker spielen sich recht ähnlich. Der Schwierigkeitsgrad und die aufkommende Hektik mache es für Genreeinsteiger ungeeignet. Die Atmosphäre sei dicht, die Computergegner wirken lebendig wie menschliche Mitstreiter, die historischen Ereignisse vermitteln Authentizität. Das Tutorial sei hingegen trocken, die Steuerung kompliziert und die Schlachtgrafik unübersichtlich. Insgesamt sei das Spiel dadurch schwer zugänglich.